# Alaunian
Het Alaunian is in de stratigrafie een geologisch tijdperk dat van 211 tot 206 miljoen jaar geleden duurde, of de chronostratigrafische eenheid met dezelfde ouderdom. Het Alaunian wordt met name in de Europese stratigrafie gebruikt en is dan de middelste van drie sub-tijdsnedes of sub-etages van het internationaal gebruikte Norien. Het Norien is op zijn beurt weer een tijdsnede in het Vroeg-Trias. 
Het Alaunian wordt ook wel aangeduid met de term "Midden-Norien" (Middle Norian). Het tijdperk duurt van 211 tot 206 miljoen jaar geleden. Het Alaunian wordt voorafgegaan door het Lacinian en gevolgd door het Sevatian.
Het tijdperk begint met het eerste voorkomen van de ammonieten Drepanites rutherfordi en Cyrtopleuritis bicrenatus en de conodonten Cypridodella multidentata. De tijdsnede eindigt met het eerste voorkomen van de ammonieten Gnomohalorites cordilleranus en Sagenites quinquepunctatus en de conodont Cypridodella bidenta. 
Het tijdperk van de dinosauriërs begon zich rond deze tijd te ontwikkelen en verder uit te breiden. Zo waren onder andere de plantenetende plateosaurus en de vleesetende Coelophysis actief. Van de vliegende groep Pterosauriërs leefde de Peteinosaurus. 